# Ad Astra
Ad Astra é um filme de drama, aventura e ficção científica norte-americano de 2019, produzido, co-escrito e dirigido por James Gray. Estrelado por Brad Pitt, Tommy Lee Jones, Ruth Negga, Liv Tyler e Donald Sutherland, conta a história de um astronauta que parte para  os confins do sistema solar em busca do seu pai e duma solução para impedir uma perigosa experiência que ameaça a raça humana.
O projeto foi anunciado no início de 2016, com Gray explicando que queria criar "a representação mais realista das viagens espaciais que foi colocada num filme". Brad Pitt assinou contrato para protagonizar no papel principal em abril de 2017, e o resto do elenco se juntou no final daquele mesmo ano. As filmagens começaram em Los Angeles, em Agosto, durando até Outubro.
Ad Astra teve a sua estreia mundial no Festival de Veneza a 29 de agosto de 2019 e foi lançado nos Estados Unidos a 20 de setembro de 2019 pela 20th Century Fox. Recebeu críticas positivas dos críticos, com cerca de 83% de aprovação no website Rotten Tomatoes, e vários elogios unânimes sobre o desempenho de Brad Pitt.

## Sinopse
O astronauta Roy McBride (Brad Pitt) viaja para o fim do sistema solar em busca do seu pai (Tommy Lee Jones), desaparecido há mais de 16 anos, numa expedição mal sucedida para Netuno, enquanto tenta desvendar um mistério que ameaça a sobrevivência dos seres humanos no planeta Terra.

## Elenco
- Brad Pitt como Major Roy McBride
- Tommy Lee Jones como Clifford McBride, pai de Roy, desaparecido há mais de 30 anos
- Ruth Negga como Helen Lantos
- Liv Tyler como Eve McBride, esposa de Roy
- Donald Sutherland como Coronel Pruitt
- Jamie Kennedy como Peter Bello
- John Finn como Stroud
- Kimberly Elise como Lorraine Deavers
- Bobby Nish como Franklin Yoshida
- LisaGay Hamilton como General Adjunto Amelia Vogel
- John Ortiz como General Rivas
- Greg Bryk como Chip Garnes
- Loren Dean como Donald Stanford
- Donnie Keshawarz como Capitão Lawrence Tanner
- Natasha Lyonne[6]

## Produção
A 12 de maio de 2016, durante o Festival de Cannes de 2016, o realizador James Gray confirmou os seus planos de escrever e dirigir o filme Ad Astra.
Em abril de 2017, enquanto promovia A Cidade Perdida de Z, Gray comparou a história de Ad Astra ao romance Coração das Trevas de Joseph Conrad. Na mesma entrevista mencionou que também pretendia que o filme apresentasse "a representação mais realista das viagens espaciais que foi colocada num filme" e que "o espaço é terrivelmente hostil para nós". As filmagens para o Ad Astra começariam a 17 de julho de 2017.
A 10 de abril de 2017, James Gray confirmou que Brad Pitt faria parte do elenco de Ad Astra. Em junho, Tommy Lee Jones juntou-se ao elenco para interpretar o pai perdido da personagem principal, interpretada por Pitt. Em Agosto, Ruth Negga, John Finn, Donald Sutherland e Jamie Kennedy juntaram-se ao elenco.
A fotografia principal do filme começou em meados de agosto de 2017 em Santa Clarita, Califórnia, com a duração de 60 dias.
Os efeitos visuais foram fornecidos pela Moving Picture Company, Method Studios, Sr. X, Weta Digital, Brainstorm Digital e Capital T, e supervisionados por Christopher Downs, Guillaume Rocheron, Ryan Tudhope, Aidan Fraser, Olaf Wendt, Anders Langlands, Eran Dinur, e Jamie Hallett e Territory Studio.

## Lançamento
Ad Astra teve a sua estreia mundial no Festival de Cinema de Veneza a 29 de agosto de 2019. Está programado para ser lançado a 20 de setembro de 2019, nos Estados Unidos, pela Walt Disney Studios Motion Pictures. Inicialmente havia sido agendado para 11 de janeiro de 2019 e depois para 24 de maio antes de ser novamente adiada a sua estreia.

## Recepção

### Bilheteria
Nos Estados Unidos e no Canadá, o filme Ad Astra será lançado ao lado de Rambo: Last Blood e Downton Abbey, devendo arrecadar entre 17 a 20 milhões de dólares no seu primeiro fim de semana.

### Resposta da crítica
No website Rotten Tomatoes, o filme possui uma classificação de aprovação de 85%, com base em 34 críticas, com uma classificação média de 8.02/10. O consenso crítico do site diz: "Ad Astra faz uma jornada visualmente emocionante pelas vastas extensões do espaço, enquanto traça um curso ambicioso para o coração do vínculo entre um pai e filho". Em Metacritic, que usa uma média ponderada, o filme tem uma pontuação de 81 em 100, com base em 16 críticos, indicando "aclamação universal".
David Ehrlich, da IndieWire, atribuiu ao filme um "A" (nota mais elevada), dizendo que "é um dos épicos espaciais mais ruminativos, retraídos e curiosamente optimistas deste lado do Solaris. É também um dos melhores." Da mesma forma, Xan Brooks, do The Guardian, deu ao filme cinco das cinco estrelas, chamando-o de "ópera espacial soberba" e elogiou o desempenho de Pitt, escrevendo: "Pitt personifica McBride com uma série de gestos hábeis e um mínimo de barulho. Sua performance é tão discreta que dificilmente parece atuar." Owen Gleiberman, da Variety, elogiou o desempenho de Brad Pitt e escreveu: "Gray prova irremediavelmente que ele tem talento para fazer um filme como este. Ele também tem uma espécie de visão - que é expressa, quase inadvertidamente, na metáfora dessa antena espacial".